# Epeolus compactus
Epeolus compactus är en biart som beskrevs av Cresson 1878. Epeolus compactus ingår i släktet filtbin, och familjen långtungebin. Inga underarter finns listade i Catalogue of Life.